# Val d'Anast
Val d'Anast é uma comuna francesa na região administrativa da Bretanha, no departamento de Ille-et-Vilaine. Estende-se por uma área de 77.86 km². Em 2010 a comuna tinha 4 046 habitantes (densidade: 52 hab./km²).
Foi criada em 1 de janeiro de 2017, após a fusão das antigas comunas de Maure-de-Bretagne (sede da comuna) e Campel.